# 이지원 (치어리더)
이지원(1999년 6월 19일~)은 대한민국의 여자 치어리더이다.

## 경력
- OK금융그룹 읏맨 응원단 치어리더
- 부산 BNK 썸 응원단 치어리더
- NC 다이노스 랠리 다이노스 치어리더
- 창원 LG 세이커스 세이퀸 치어리더
- 경남 FC 루미너스 치어리더